# UFC Fight Night: Belfort vs. Henderson 3
UFC Fight Night: Belfort vs. Henderson 3（ユーエフシー・ファイトナイト：ベウフォート・バーサス・ヘンダーソン・スリー、別名UFC Fight Night 77）は、アメリカ合衆国の総合格闘技団体「UFC」の大会の一つ。2015年11月7日、ブラジル・サンパウロ州サンパウロのジナーシオ・ド・イブラプエラで開催された。

## 大会概要
本大会ではビクトー・ベウフォートとダン・ヘンダーソンによるミドル級ワンマッチが組まれた。

## 試合結果

### アーリープレリム
第1試合 フライ級ワンマッチ 5分3R
○  マテウス・ニコラウ vs.  ブルーノ・コリア ×
3R 3:27 ジャパニーズ・ネクタイ
第2試合 バンタム級ワンマッチ 5分3R
○  ジミー・リベラ vs.  ペドロ・ムニョス ×
3R終了 判定2-1（29-28、28-29、29-28）
第3試合 ウェルター級ワンマッチ 5分3R
○  ヴィスカルジ・アンドラージ vs.  ガサン・ウマラトフ ×
3R終了 判定3-0（30-27、30-27、29-28）

### プレリミナリーカード
第4試合 フェザー級ワンマッチ 5分3R
○  チャス・スケリー vs.  ケヴィン・ソウザ ×
2R 1:56 リアネイキドチョーク
第5試合 フェザー級ワンマッチ 5分3R
○  チアゴ・タバレス vs.  クレイ・グイダ ×
1R 0:39 ギロチンチョーク
第6試合 ライト級ワンマッチ 5分3R
○  ジョニー・ケース vs.  ヤン・カブラル ×
3R終了 判定3-0（29-28、29-28、29-28）
第7試合 ライト級ワンマッチ 5分3R
○  グレイゾン・チバウ vs.  アベル・トルヒーヨ ×
1R 1:45 TKO（リアネイキドチョーク）
※チバウの薬物検査失格により反則負け。

### メインカード
第8試合 ライトヘビー級ワンマッチ 5分3R
○  コーリー・アンダーソン vs.  ファビオ・マルドナド ×
3R終了 判定3-0（30-27、30-27、30-27）
第9試合 ライト級ワンマッチ 5分3R
○  ラシッド・マゴメドフ vs.  ギルバート・バーンズ ×
3R終了 判定3-0（30-27、30-27、30-27）
第10試合 ライト級ワンマッチ 5分3R
○  アレックス・オリベイラ vs.  ピオトル・ホールマン ×
3R 0:51 KO（右フック）
第11試合 バンタム級ワンマッチ 5分3R
○  トーマス・アルメイダ vs.  アンソニー・バーチャック ×
1R 4:24 KO（右ストレート）
第12試合 ライトヘビー級ワンマッチ 5分3R
○  グローバー・テイシェイラ vs.  パトリック・カミンズ ×
2R 1:12 TKO（スタンドパンチ連打）
第13試合 ミドル級ワンマッチ 5分5R
○  ビクトー・ベウフォート vs.  ダン・ヘンダーソン ×
1R 2:07 KO（パウンド）

### 各賞
ファイト・オブ・ザ・ナイト： 該当者なし
パフォーマンス・オブ・ザ・ナイト： ビクトー・ベウフォート、トーマス・アルメイダ、アレックス・オリベイラ、チアゴ・タバレス
各選手にはボーナスとして5万ドルが授与された。

### カード変更
負傷などによるカードの変更は以下の通り。
- トム・ローラー → コーリー・アンダーソン（第8試合）